# Piotr Puszkarski
Piotr Puszkarski (ur. 31 grudnia 1985 w Warszawie) – polski panczenista. Zawodnik Stoczniowca Gdańsk.

## Kariera
Piotr Puszkarski w międzynarodowych zawodach zadebiutował 23 listopada 2002 roku we włoskim Klobenstein, w którym zajął 3. miejsce w kategorii Juniorów B. Na mistrzostwach świata juniorów 2005 w fińskim Seinäjoki zajął 35. miejsce w wieloboju oraz 30. miejsce w wyścigu drużynowym wraz z Arturem Wasiem i Piotrem Blujem.
Na mistrzostwach świata w wieloboju 2014 w holenderskim Heerenveen zajął 24. miejsce.
Trzykrotnie uczestniczył na mistrzostwach Europy w wieloboju (2014 – 18. miejsce, 2015 – 12. miejsce, 2016 – 21. miejsce).
Karierę sportową zakończył po mistrzostwach Polski 2018 w Tomaszowie Mazowieckim.

## Wyniki
Mistrzostwa świata w wieloboju
- Heereneveen 2014: 24. miejsce

Mistrzostwa Europy w wieloboju
- Hamar 2014: 18. miejsce
- Czelabińsk 2015: 12. miejsce
- Mińsk 2016: 21. miejsce

Mistrzostwa świata juniorów
- Seinäjoki 2005: 35. miejsce (wielobój), 10. miejsce (drużynowo)

Mistrzostwa Polski w wieloboju
- Sanok 2003: 10. miejsce
- Warszawa 2004: 7. miejsce
- Sanok 2005:
- Sanok 2006: 6. miejsce
- Warszawa 2007: 6. miejsce
- Warszawa 2008: 6. miejsce
- Zakopane 2009: 9. miejsce
- Zakopane 2010: 5. miejsce
- Warszawa 2011: 11. miejsce
- Tomaszów Mazowiecki 2012: 9. miejsce
- Tomaszów Mazowiecki 2013: 4. miejsce
- Zakopane 2014:
- Warszawa 2015: 5. miejsce
- Tomaszów Mazowiecki 2016:

Mistrzostwa Polski w wieloboju sprinterskim
- Sanok 2003: 23. miejsce (wielobój)
- Sanok 2004: 8. miejsce (wielobój)
- Tomaszów Mazowiecki 2005: 5. miejsce (wielobój)
- Sanok 2008: 35. miejsce (wielobój)
- Tomaszów Mazowiecki 2009:  (wielobój)
- Sanok 2010: 11. miejsce (wielobój)
- Tomaszów Mazowiecki 2011: 6. miejsce (wielobój)
- Sanok 2012:  (wielobój)
- Zakopane 2013: 4. miejsce (wielobój)
- Warszawa 2014:  (wielobój)
- Zakopane 2015: 4. miejsce (wielobój)
- Zakopane 2016: 4. miejsce (wielobój)
- Sanok 2017: 5. miejsce (wielobój)
- Tomaszów Mazowiecki 2018: 5. miejsce (wielobój),  (drużynowo)

Mistrzostwa Polski na dystansach
| - Warszawa 2003 - 500 metrów: 27. miejsce - 1000 metrów: 17. miejsce - 1500 metrów: 22. miejsce - 5000 metrów: 14. miejsce | - Warszawa 2009 - 500 metrów: 10. miejsce - 1000 metrów: 6. miejsce - 1500 metrów: - 5000 metrów: 10. miejsce - Drużynowo: | - Zakopane 2014 - 1500 metrów: - 5000 metrów: 4. miejsce - 10000 metrów: 7. miejsce |

| - Tomaszów Mazowiecki 2004 - 500 metrów: 9. miejsce - 1000 metrów: 11. miejsce - 1500 metrów: dyskwalifikacja - 5000 metrów: 15. miejsce | - Zakopane 2010 - 500 metrów: 8. miejsce - 1000 metrów: 6. miejsce - 1500 metrów: 6. miejsce - 5000 metrów: 8. miejsce | - Warszawa 2015 - 500 metrów: 5. miejsce - 1500 metrów: 5. miejsce - 3000 metrów: 6. miejsce - 5000 metrów: 7. miejsce |

| - Warszawa 2005 - 500 metrów: 7. miejsce - 1000 metrów: 8. miejsce - 1500 metrów: 8. miejsce - 5000 metrów: 8. miejsce | - Zakopane 2011 - 500 metrów: 8. miejsce - 1000 metrów: 41. miejsce - 1500 metrów: dyskwalifikacja - Drużynowo: | - Tomaszów Mazowiecki 2016 - 1500 metrów: - 3000 metrów: 4. miejsce - 5000 metrów: 4. miejsce - Drużynowo: |

| - Sanok 2006 - 100 metrów: 5. miejsce - 1000 metrów: 5. miejsce - 1500 metrów: 10. miejsce - Drużynowo: | - Zakopane 2012 - 500 metrów: 5. miejsce - 1000 metrów: 8. miejsce - 1500 metrów: 6. miejsce | - Warszawa 2017 - 500 metrów: 5. miejsce - 1000 metrów: 4. miejsce - 1500 metrów: 5. miejsce |

| - Warszawa 2007 - 500 metrów: - 1500 metrów: 10. miejsce | - Warszawa 2013 - 500 metrów: 4. miejsce - 1000 metrów: 7. miejsce - 1500 metrów: 5. miejsce - 5000 metrów: 11. miejsce | - Tomaszów Mazowiecki 2018 - 500 metrów: 7. miejsce - 1000 metrów: 5. miejsce - 1500 metrów: 4. miejsce - Start masowy: 15. miejsce |

| - Warszawa 2008 - 100 metrów: 6. miejsce - 1000 metrów: - 1500 metrów: - 5000 metrów: 7. miejsce |

Mistrzostwa Polski juniorów
- Warszawa 2002: 19. miejsce
- Sanok 2003:
- Warszawa 2004:
- Sanok 2005:

## Puchar Świata – indywidualnie

### Miejsca w klasyfikacji generalnej
| Sezon     | Dystans | Dystans      |
| Sezon     | 1500 m  | 5000/10000 m |
| --------- | ------- | ------------ |
| 2014/2015 | 38.     | 60.          |
| 2015/2016 | 53.     | —            |

## Puchar Świata – drużyna
Sezon 2005/2006 – Drużyna zajęła 9. miejsce w klasyfikacji ogólnej Pucharu Świata, gromadząc 80 punktów:
- 17. miejsce –  Heerenveen (Piotr Puszkarski, Sławomir Chmura, Robert Kustra)[10]
- 17. miejsce –  Calgary (Sławomir Chmura, Robert Kustra, Piotr Puszkarski)[11]

## Rekordy życiowe
| Dystans      | Czas     | Data       | Miejscowość    |
| ------------ | -------- | ---------- | -------------- |
| 100 metrów   | 10,27    | 19.02.2009 | Harbin         |
| 500 metrów   | 36,54    | 23.11.2013 | Calgary        |
| 1000 metrów  | 1:11,01  | 24.11.2013 | Calgary        |
| 1500 metrów  | 1:47,44  | 20.11.2015 | Salt Lake City |
| 3000 metrów  | 3:49,56  | 11.10.2014 | Inzell         |
| 5000 metrów  | 6:34,26  | 07.03.2014 | Inzell         |
| 10000 metrów | 15:07,59 | 29.12.2013 | Zakopane       |
| Drużynowo    | 3:54,55  | 12.11.2005 | Calgary        |